# 雲部車塚古墳
雲部車塚古墳（くもべくるまづかこふん）は、兵庫県丹波篠山市東本荘にある古墳。形状は前方後円墳。
実際の被葬者は明らかでないが、宮内庁により「雲部陵墓参考地」（被葬候補者：第9代開化天皇皇孫彦坐王王子丹波道主命）として陵墓参考地に治定されている。
丹波地方では最大、兵庫県では第2位の規模の古墳で、5世紀中葉（古墳時代中期）頃の築造と推定される。

## 概要

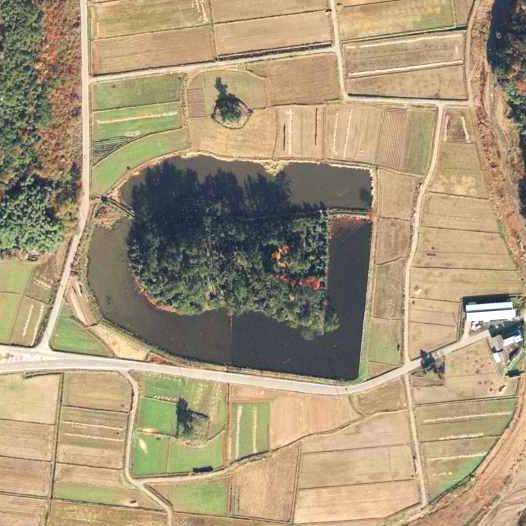
雲部車塚古墳の空中写真。

丹波篠山市東部、篠山盆地東縁の亀岡盆地とつながる交通上の要衝に築造された大型前方後円墳である。「車塚」の名称は、古墳両脇の陪塚を車輪に見立てたことに由来する。未盗掘古墳で、1896年（明治29年）に地元民により発掘された際に埋葬施設と副葬品が判明したが、1900年（明治33年）に宮内省（現・宮内庁）により陵墓参考地に治定されたため、現在は同庁の管理下にある。近年は周庭帯部分において数次の発掘調査が実施されたほか、2004年（平成16年）には宮内庁書陵部により墳丘裾部の発掘調査が実施されている。
墳形は前方後円形で、主軸をほぼ東西とし前方部を東方向に向ける。現在見られる墳丘は2段で墳丘長140メートルを測るが、元は3段築成で墳丘長は約158メートルと推定され、丹波地方では最大規模、兵庫県内では五色塚古墳（神戸市、194メートル）に次ぐ第2位の規模になる。墳丘外表では葺石・埴輪が検出されている。また墳丘周囲には盾形の周濠が巡らされており、その外側に周庭帯・外周溝が認められているほか、外周域には陪塚数基が存在した（うち現存3基）。埋葬施設（内部施設）は竪穴式石室で、内部に長持形石棺を据える。この石室は1896年の発掘で明らかとなり、石棺本体は開かれなかったが石棺周囲にあった多数の副葬品が記録され、一部は京都大学総合博物館で保管されている。ただしこの石室は後円部中央に位置しないことから、他にも埋葬施設を持つ可能性が指摘される。
築造時期は、古墳時代中期の5世紀中葉頃と推定される。被葬者は明らかでないが、墳丘規模や長持形石棺の存在からヤマト王権との密接な関係が指摘される。古墳の年代観からは時期に大きな隔たりがあるものの、四道将軍の1人として丹波に派遣されたという丹波道主命に比定する説が知られる。

## 遺跡歴
- 承応-明暦年間（1652-1657年）、東西南濠の埋め立て・田地化[10]。
- 1896年（明治29年）5月19日、地元民による埋葬施設の発掘[10]。
- 1900年（明治33年）3月30日、宮内省（当時）により主墳・陪塚2基が陵墓参考地に治定[11]。
- 1903-1904年（明治36-37年）、埋め立て濠の復原[12]。
- 1983年（昭和58年）11月、本発掘調査。周庭帯の調査（篠山町教育委員会）[13]。
- 2004年（平成16年）
  - 10月、確認調査（兵庫県教育委員会、2013年に報告）[13]。
  - 10-11月、墳丘裾護岸などの工事に伴う事前調査。墳丘裾部が判明し元々の墳丘規模を推定、埴輪・須恵器の出土（宮内庁書陵部、2006年に報告）[13][14]。
- 2005年（平成17年）3月、確認調査（兵庫県教育委員会、2013年に報告）[13]。
- 2005年（平成17年）10月-2006年（平成18年）1月、本発掘調査。周庭帯の調査（兵庫県教育委員会、2013年に報告）[13]。

## 墳丘
墳丘の規模は次の通り。

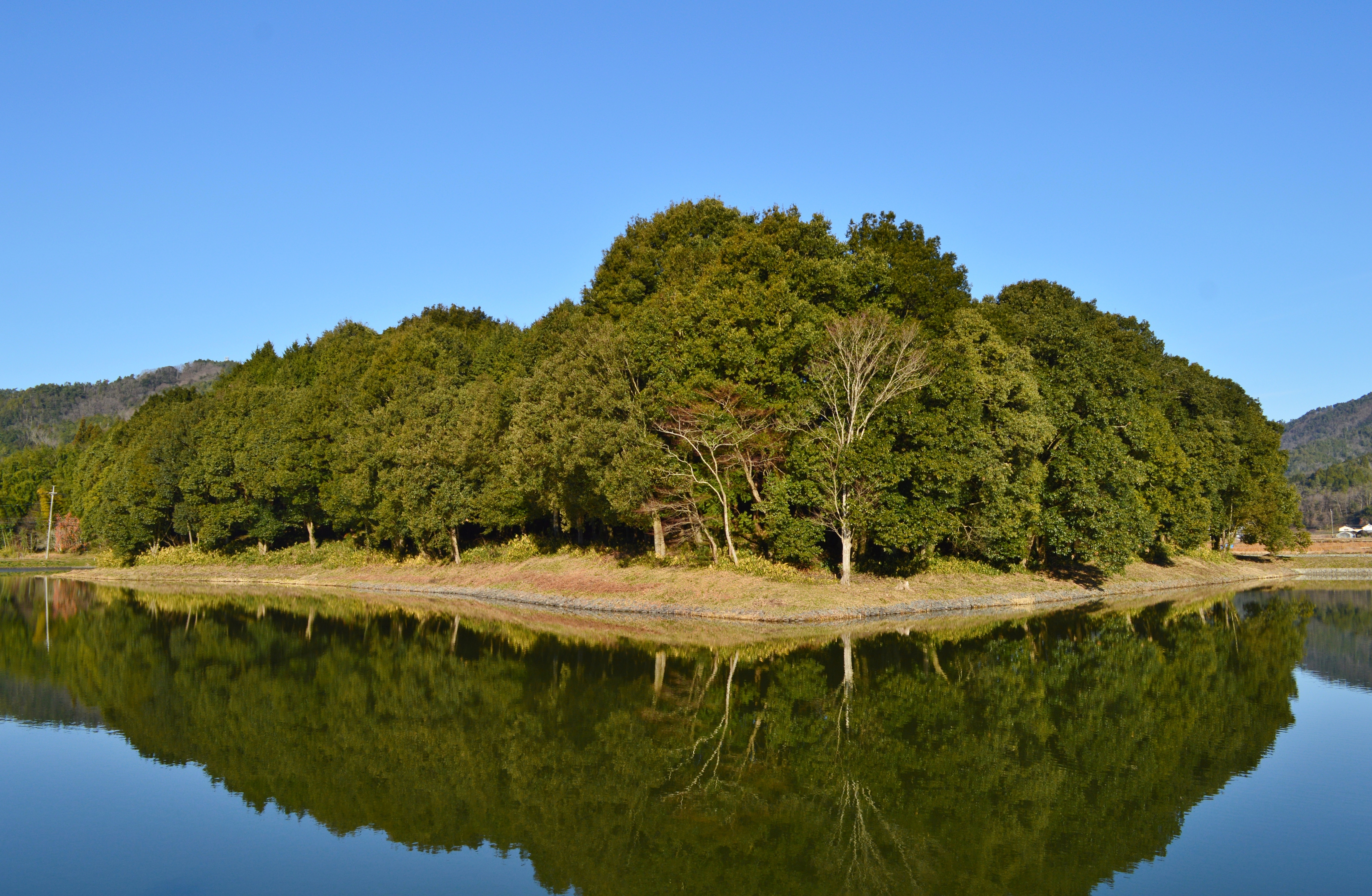
墳丘右に前方部、左奥に後円部。

- 古墳総長：250メートル - 周濠を含めた全長。
- 墳丘長：140メートル（推定復元158メートル）
- 後円部 - 2段築成（推定復元3段築成）。
  - 直径：80メートル（推定復元104メートル）
  - 墳頂直径：18メートル
  - 高さ：13メートル
- くびれ部
  - 幅:62メートル
- 前方部 - 2段築成（推定復元3段築成）。
  - 幅：89メートル（推定復元112メートル）
  - 長さ：65メートル（推定復元76メートル）
  - 高さ：11メートル

墳丘は、2004年（平成16年）に宮内庁によって裾部で発掘調査が実施されている。この調査で出土した葺石根石列の様子から、従来墳丘とされてきた水面上の2段は本来の3段築成の第2・3段目であって、第1段目は周濠内にあると判明した。上記の括弧内の数値は、墳丘第2段目の概形に基づき第1段目の規模を仮定した場合の推定復元値になる。
上記で復元された平面形は、前方部が広がる割りに短いという特徴があり、この特徴は誉田御廟山古墳（大阪府羽曳野市）やコナベ古墳（奈良県奈良市）などと類似するが、造出はない。また宮内庁の調査により、墳丘外表には円筒埴輪・形象埴輪が並べられたことも明らかとなっている。
墳丘周囲には盾形周濠が巡らされ、周濠内には現在までに西渡土堤・東渡土堤が設けられている（南渡土堤もあったが現在は水没）。この周濠のうち、東濠・西濠・南濠は承応-明暦年間（1652-1657年）に埋め立てられ田地化したが、1903-1904年（明治36-37年）に復原された。周濠の周囲にはほぼ左右対称の「周庭帯」と呼ばれる遺構があり、うち北側では地割として明確に見られ、南側でも発掘調査によって判明している。周庭帯のさらに外側には外周溝が検出されたことから、この周庭帯は外堤・外周溝の跡と推測される。
なお墳丘下から南東側にかけての範囲には、方形周溝墓や土壙など弥生時代の遺跡（車塚の坪遺跡）の分布が知られる。

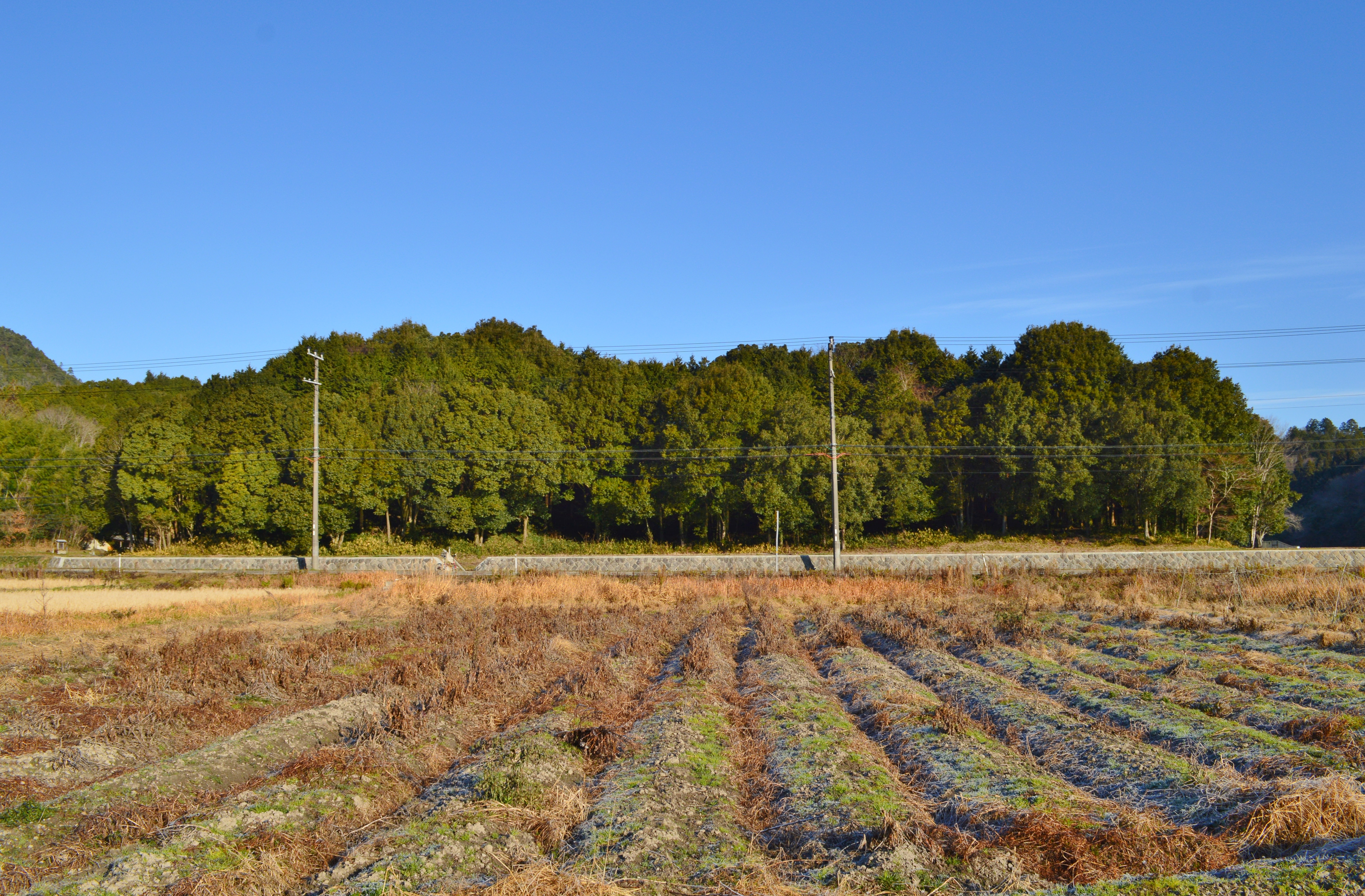
横から望む墳形 左に後円部、右に前方部。
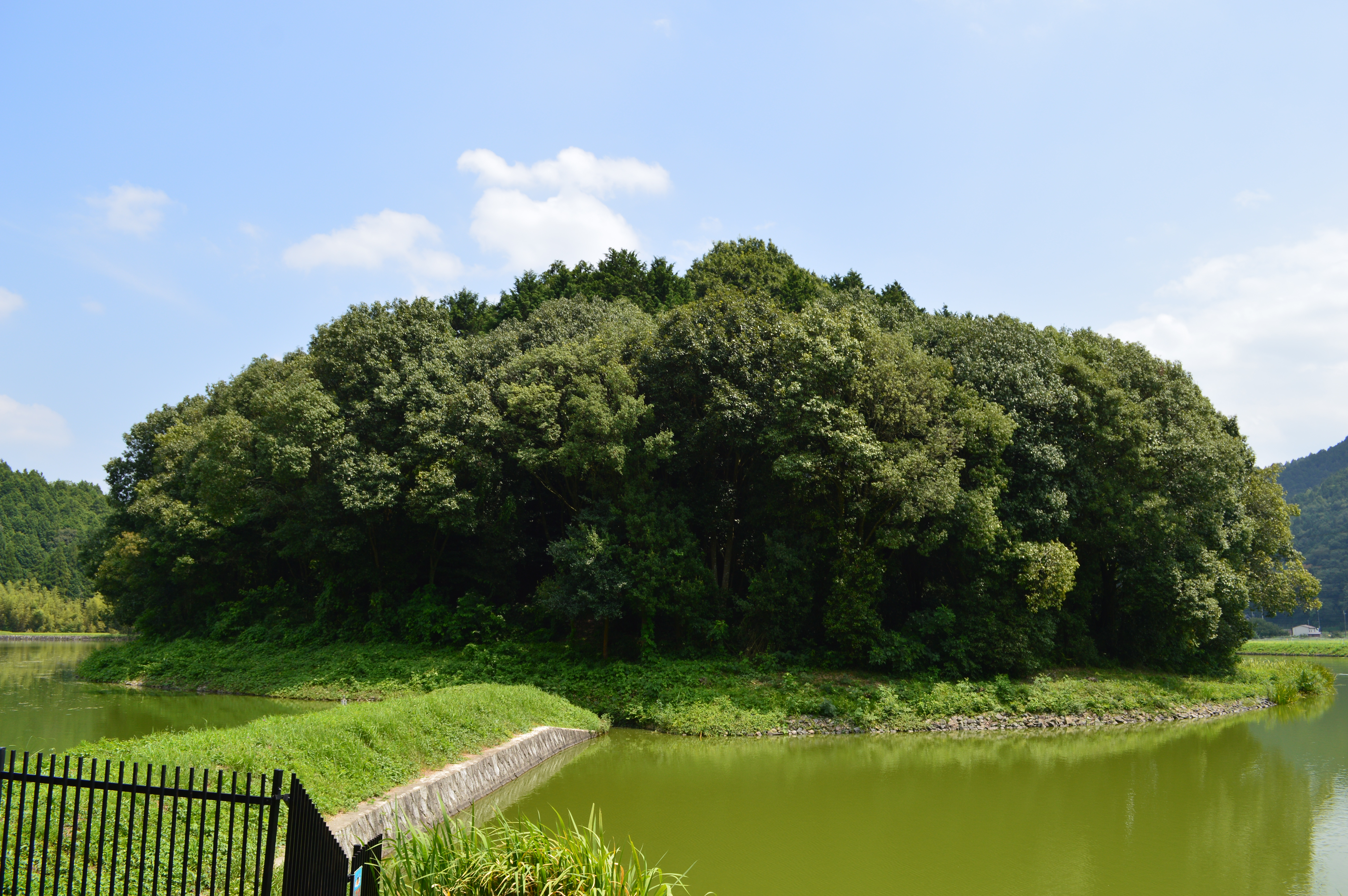
後円部と西渡土堤
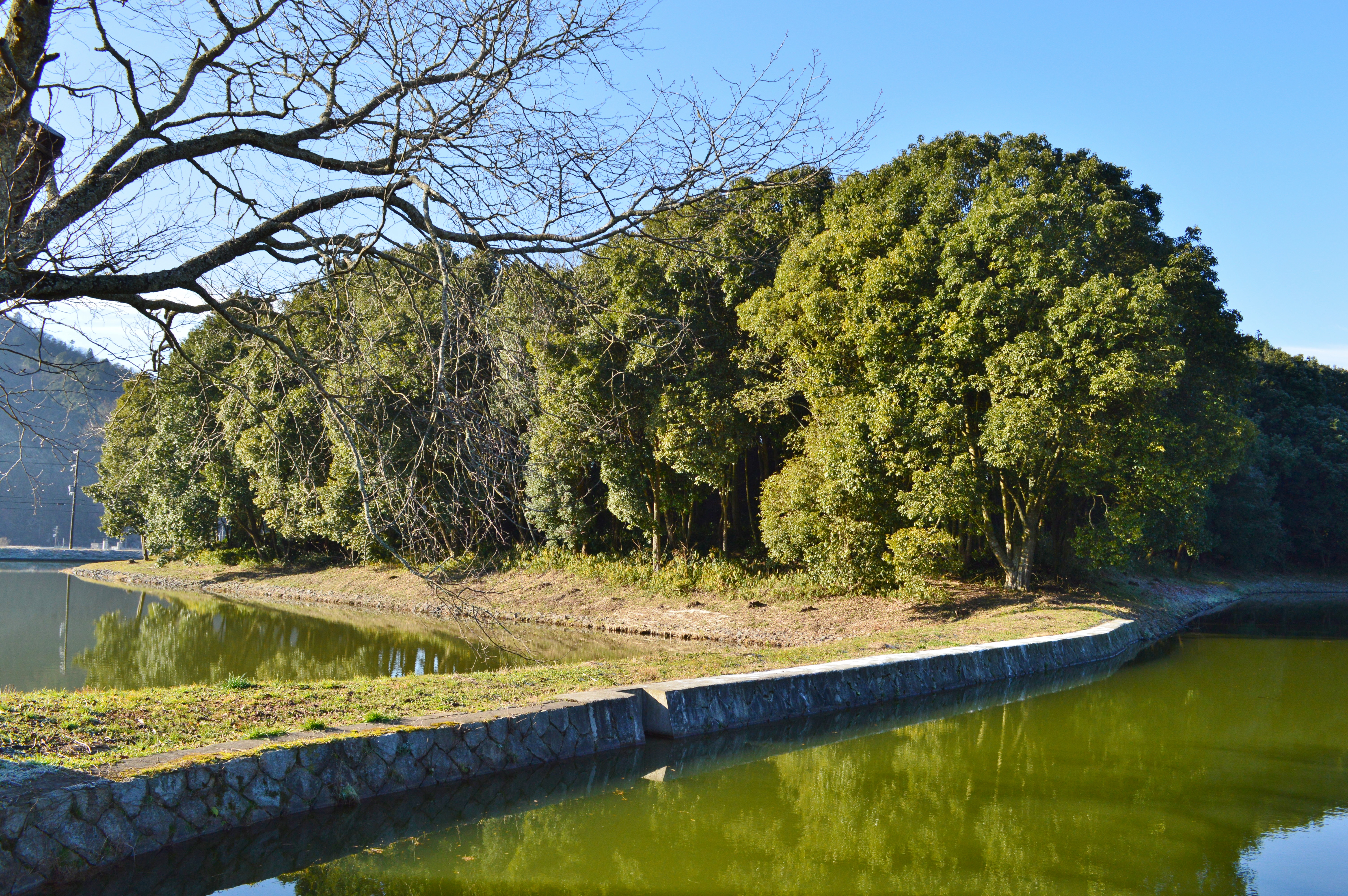
前方部前面と東渡土堤

## 埋葬施設

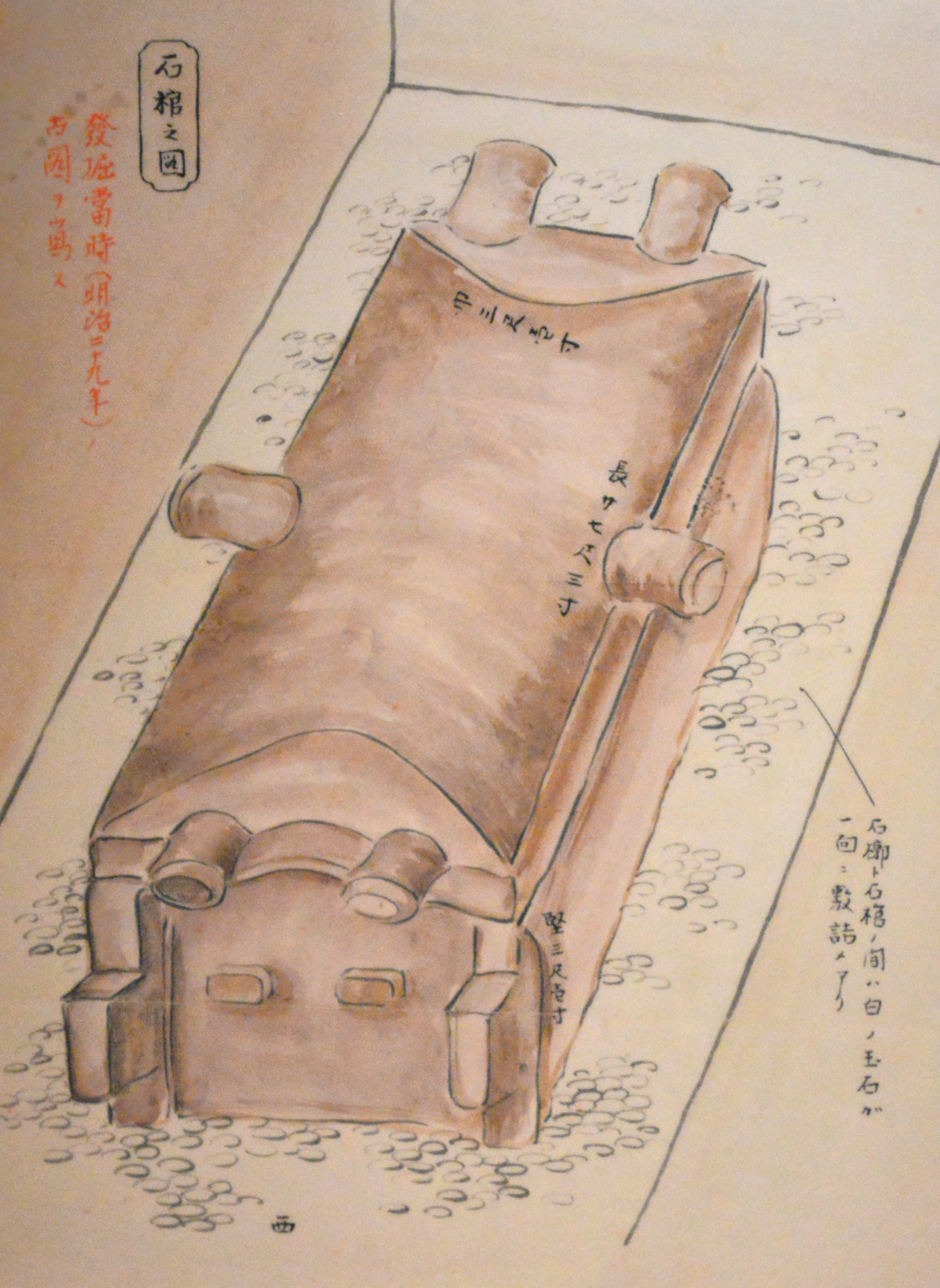
明治の発掘時の石棺図兵庫県立考古博物館の展示パネルより。

埋葬施設は竪穴式石室で、内部に組合式の長持形石棺が置かれている。この石室は1896年（明治29年）に発掘され、その様子が記録された。これによると石室は後円部墳頂の中央やや南寄りに位置し、石室周囲には方形の埴輪列があった。石室は方形の割石積で、規模として長さ約5.2メートル、幅約1.5メートル、高さ約1.5メートルを測る。内壁には朱を塗り、床面には白色の玉石を敷いている。
石室中央に安置された石棺は長さ約2.1メートル、幅約1メートル。蓋石は無文で、縄掛突起を長辺各1個・短辺各2個の計6個有する。石棺は開かれていないため内部は明らかでないが、石棺周囲には甲冑・刀剣など多数の副葬品が置かれていた。以上の石室・石棺・副葬品の様子は、兵庫県立考古博物館において複製・展示されている。
なお、この竪穴式石室が後円部中央でなく南寄りに位置することから、室宮山古墳（奈良県御所市）のように埋葬施設が複数ある（あった）可能性が指摘されている。

## 出土品

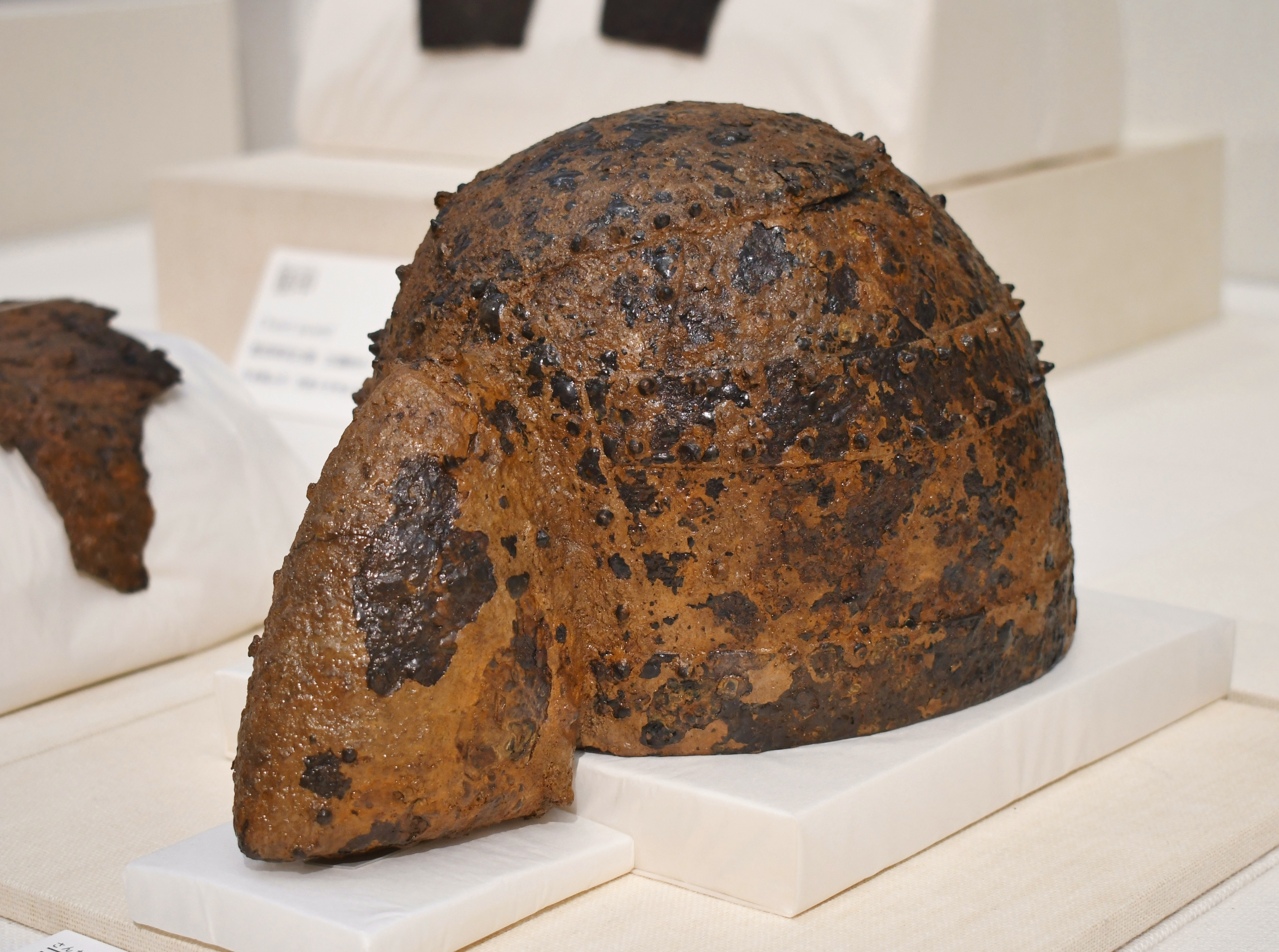
三角板鋲留異形衝角付冑京都大学考古学研究室蔵、兵庫県立考古博物館企画展示時に撮影。

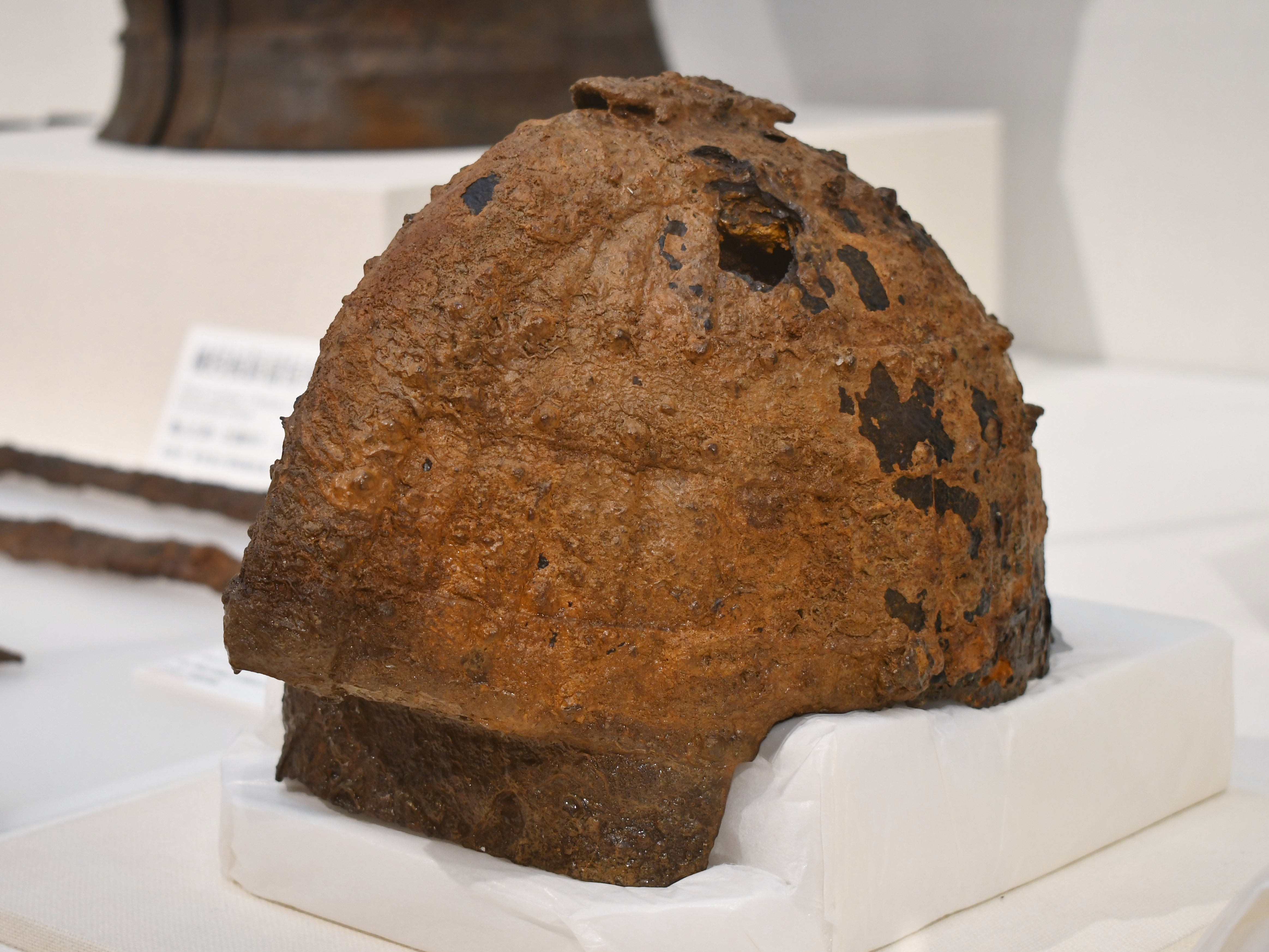
小札鋲留衝角付冑京都大学考古学研究室蔵、兵庫県立考古博物館企画展示時に撮影。

1896年（明治29年）の石室の発掘では、多数の副葬品が出土している。これらはいずれも棺外のものとされ、その大部分は石室内に埋め戻されたが、一部が京都大学総合博物館に保管されている。記録に見える副葬品は次の通り（京都大学の保管品は2010年の報告書作成に伴う品目・数の再確認を経たものを記載）。
|        | 出土数 | 石室内埋め戻し数 | 京都大学現存数                       |
| ------ | ------ | ---------------- | ------------------------------------ |
| 刀     | 34口   | 31口             | 3口                                  |
| 剣     | 8口    | 4口              | 3口                                  |
| 鉾     | 2本    | なし             | 3本                                  |
| 冑     | 4個    | 2個              | 衝角付冑2個（伝1個） 冑伏板1枚 錣2個 |
| 甲胴   | 5個    | 4個              | 短甲板3枚 頸甲1個                    |
| 鏃     | 107個  | 100個            | 4個                                  |
| その他 |        |                  | 不明鉄製武具2個 武器掛具2個          |

上記のほか京都大学総合博物館では馬具等も出土品として伝世していたが、これらが記録になく年代も後世のものと見られるため、雲部車塚古墳の出土品とするには慎重な見方が示されている。
以上の副葬品とは別の出土品として、2004年（平成16年）の宮内庁による発掘調査では墳丘から埴輪・須恵器が出土しており、この埴輪の編年による雲部車塚古墳の築造時期は誉田御廟山古墳（大阪府羽曳野市）にやや後続する頃と推定される。

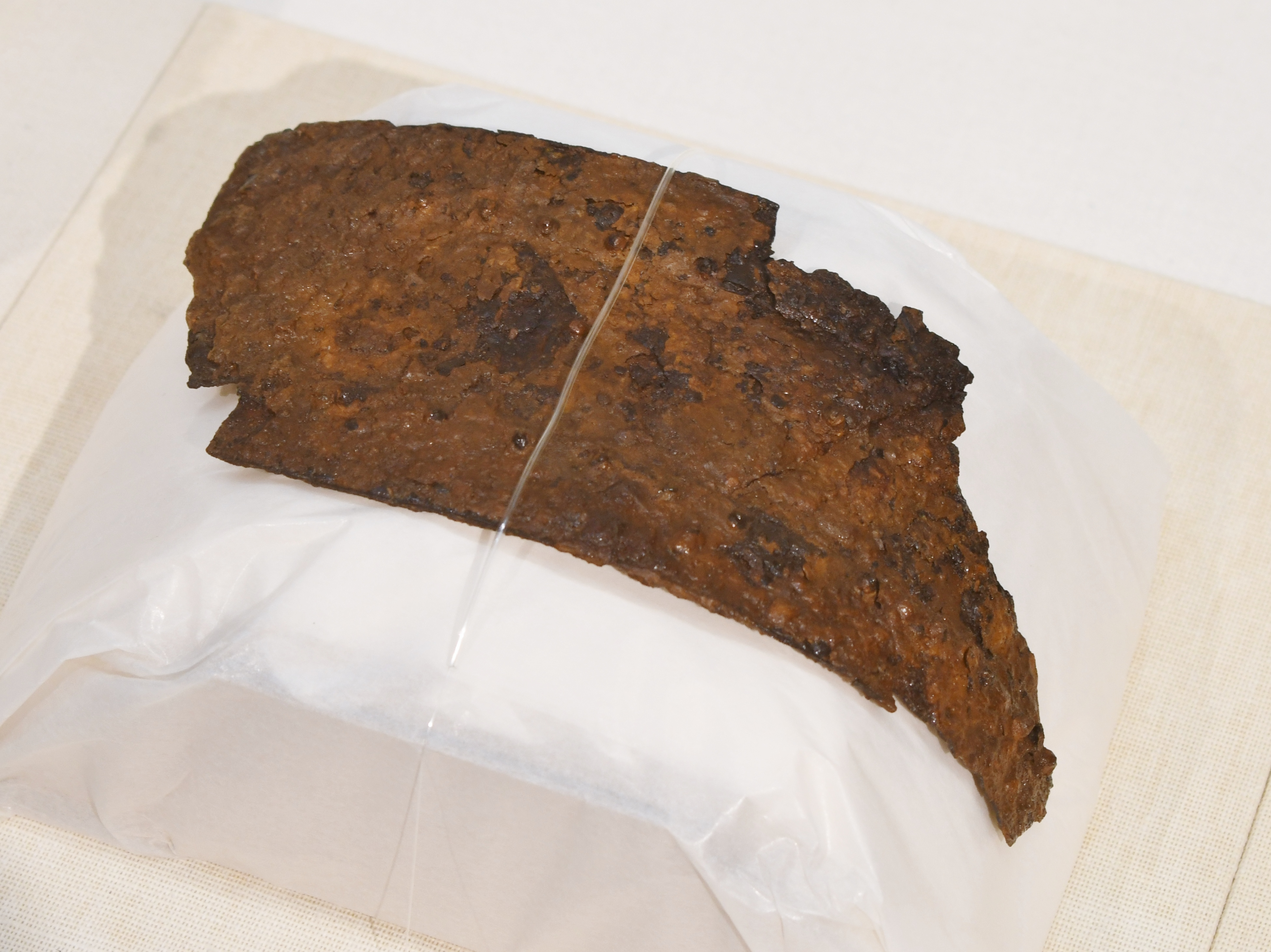
三角板鋲留錣 京都大学考古学研究室蔵、兵庫県立考古博物館企画展示時に撮影。
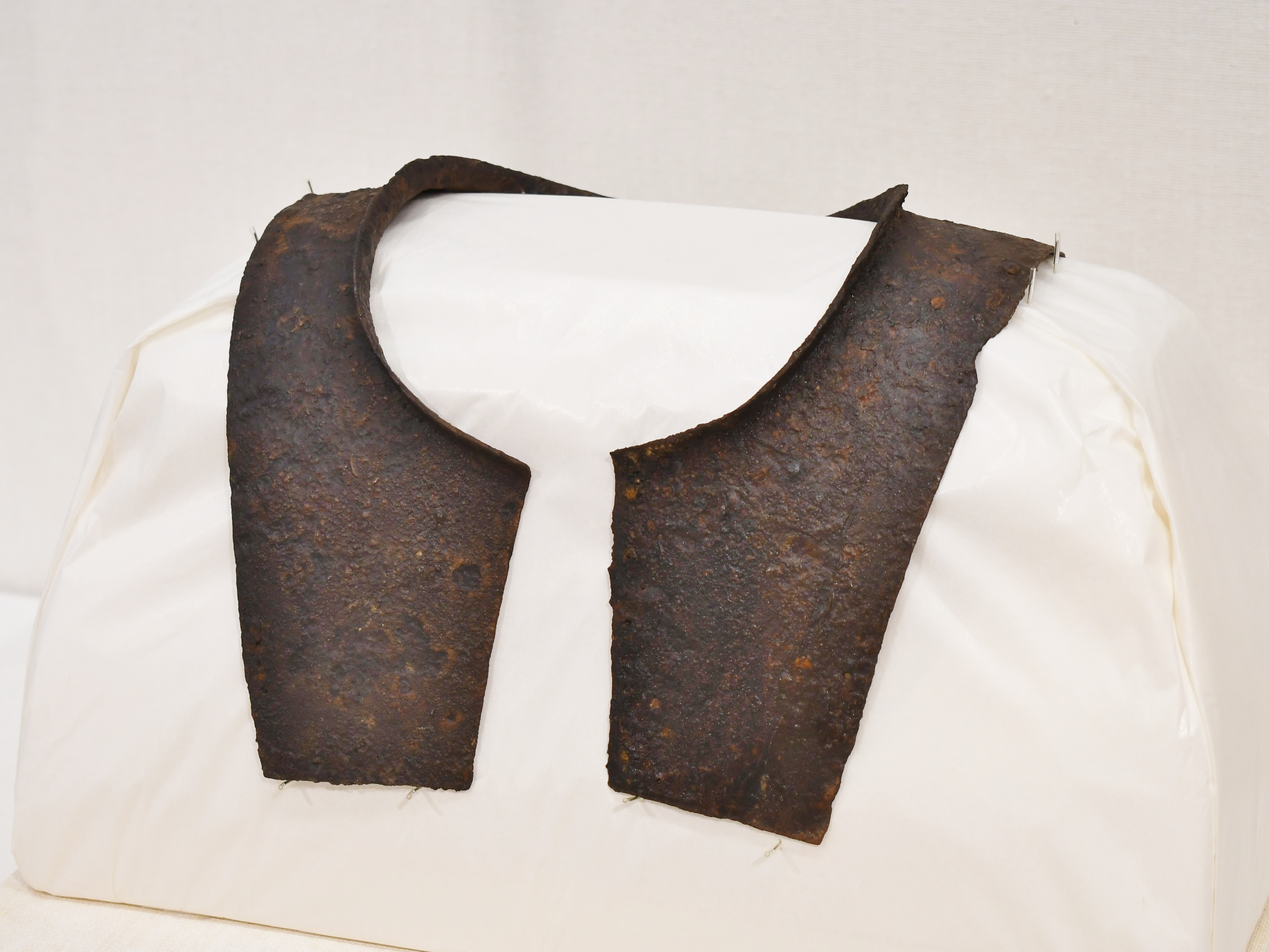
頸甲 京都大学考古学研究室蔵、兵庫県立考古博物館企画展示時に撮影。

## 被葬者
雲部車塚古墳の実際の被葬者は明らかでない。宮内庁では被葬者を特に定めない陵墓参考地に治定しているが、被葬候補者として開化天皇（第9代）の孫にあたる丹波道主命（たんばのみちぬしのみこと）を挙げ、1958年（昭和33年）の宮内庁の書類でも「四道将軍である命」としている。
被葬者論の経緯として、まず江戸時代頃には本古墳を源資賢の邸跡とする伝承があったが、その根拠は明らかでない。明治に入ると本古墳を皇族の墓とする説が生じ、その確認のため1896年（明治29年）に石室の発掘が実施された。そして1897年（明治30年）には、被葬者を具体的に丹波道主命に比定する説が生じた。この丹波道主命は、『日本書紀』によれば崇神天皇（第10代）の時に四道将軍の1人として丹波に派遣されたという人物になる。しかし1896年の発掘でも明らかとはならなかったため、さらに石棺を開いて調査することが提唱されたが、宮内省が発掘を回避して1900年（明治33年）に被葬者を特定しないまま陵墓参考地に治定したことで事態は決着した。なお、明治の当時には神明山古墳（京都府京丹後市）を丹波道主命の墓に比定する説もあった。
考古学的には、南側石室の被葬者は副葬品の多様な武具の存在から男性と推測される。本古墳が5世紀中頃に突如出現する大型古墳である点や、畿内大王墓に見られる長持形石棺を使用するなど大王墓と共通する画一性を持つ点から、ヤマト王権と密接な関係を持ち王権から派遣された人物の可能性が推定される。ただし上記の丹波道主命の場合、崇神天皇の実在を仮定すると丹波道主命の活躍時期は4世紀前半頃となり、年代的には大きな隔たりが生じるため、否定的な見解が強い。

## 陪塚
雲部車塚古墳の周囲では陪塚（陪冢）数基の築造が知られ、うち次の3基が現存する。
- 南陪塚（北緯35度5分8.94秒 東経135度18分15.55秒 / 北緯35.0858167度 東経135.3043194度）
宮内庁治定：飛地い号
雲部車塚古墳の南に位置する。詳細は明らかでないが、直径30メートルの円墳状をなす[18]。
- 北陪塚（北緯35度5分16.10秒 東経135度18分16.03秒 / 北緯35.0878056度 東経135.3044528度）
宮内庁治定：飛地ろ号
雲部車塚古墳の北に位置する。詳細は明らかでないが、一辺27メートルの方墳状をなす[18]。
- 飯塚古墳（イ塚古墳、北緯35度5分13.67秒 東経135度18分10.62秒 / 北緯35.0871306度 東経135.3029500度）
宮内庁治定：なし
雲部車塚古墳の西の小山上に位置する。直径約30メートルの円墳。ただし雲部車塚古墳の先行古墳の可能性がある[5]。

上記のほか、絵図によれば車塚・鳥居塚2基・牛塚（楓塚）・隔塚・県守塚があったという（いずれも非現存）。

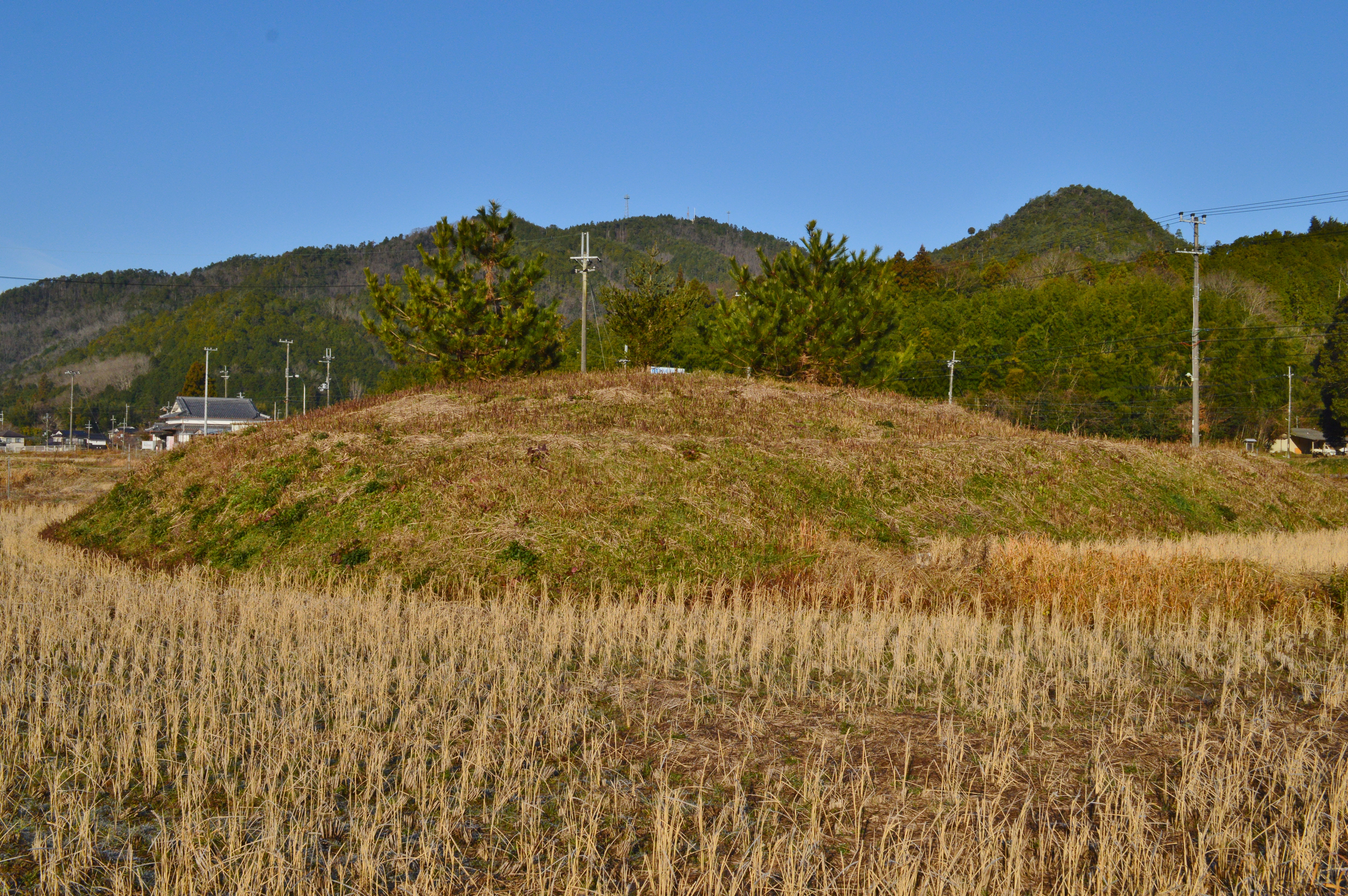
南陪塚（飛地い号）
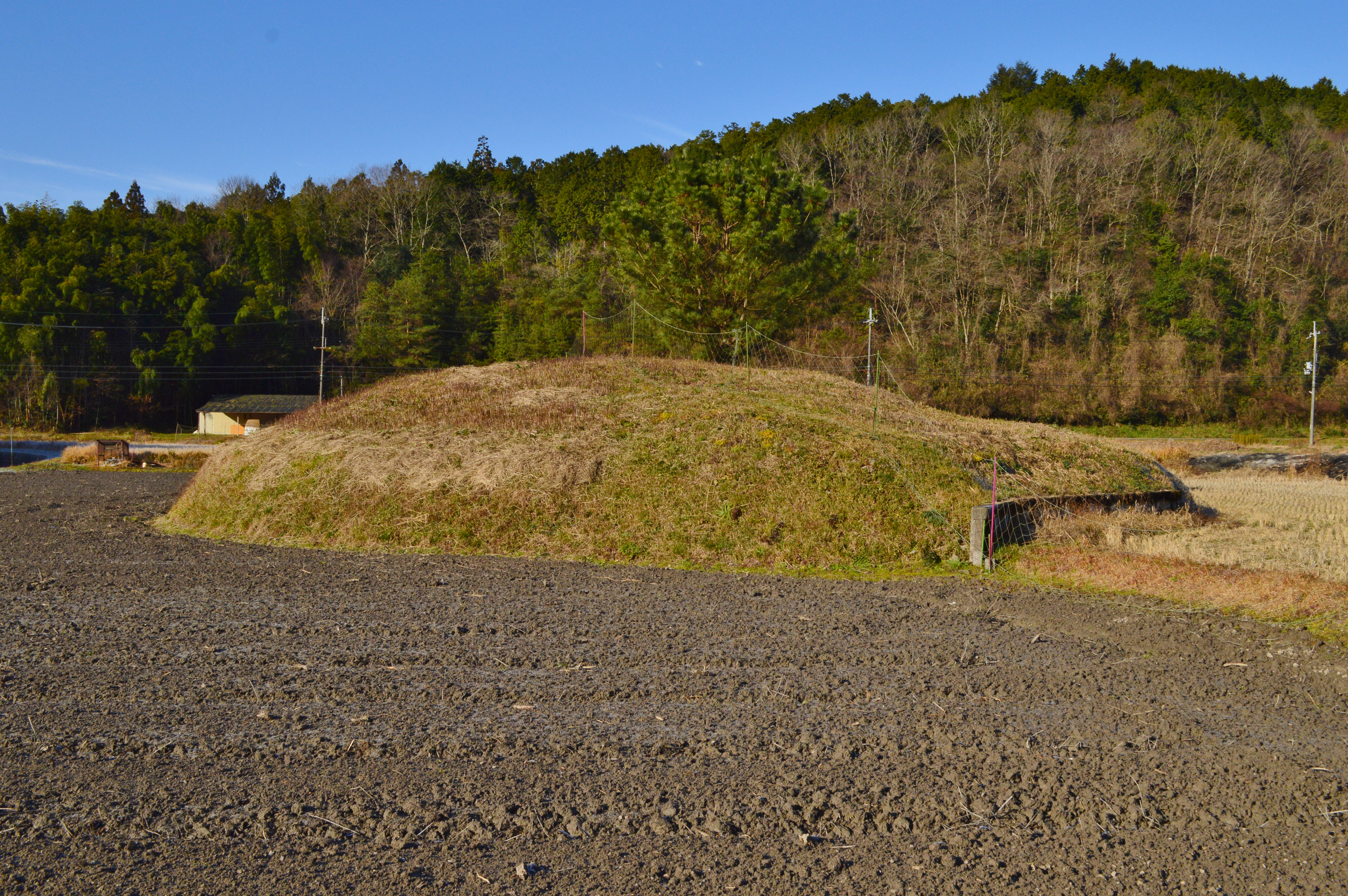
北陪塚（飛地ろ号）
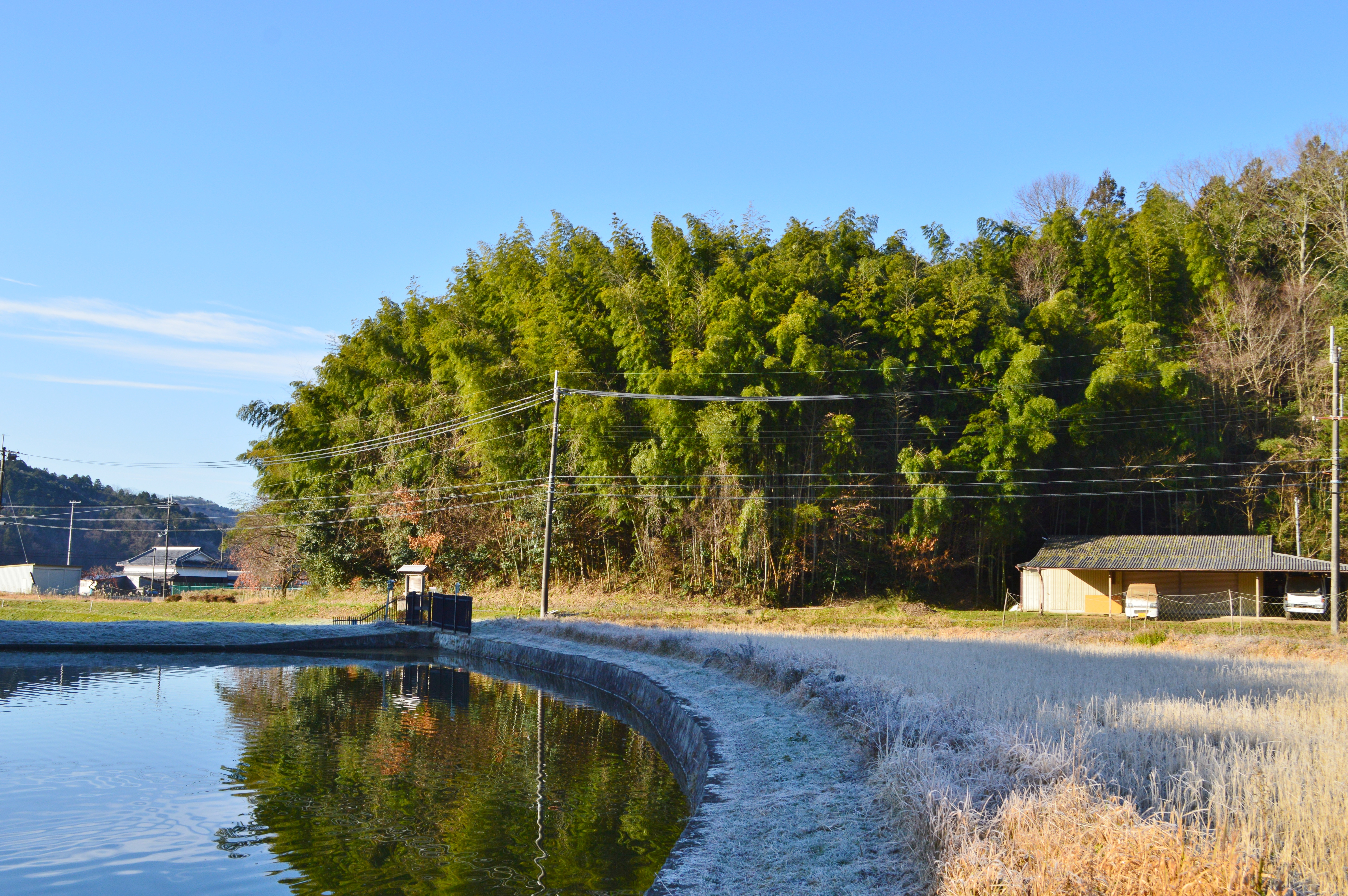
飯塚古墳

## 考証
雲部車塚古墳の築造以前の4世紀頃、丹波・丹後全域での盟主墳は「丹後三大古墳」と称される蛭子山古墳（京都府与謝郡与謝野町）・網野銚子山古墳（京都府京丹後市）・神明山古墳（京都府京丹後市）が築造された丹後半島にあった。しかし丹後の古墳は5世紀前半に規模を2分の1程度まで縮小し、代わって篠山盆地に雲部車塚古墳が出現する。前記の網野銚子山古墳は佐紀陵山古墳（奈良県奈良市）と相似形をなし佐紀政権とのつながりを示すことから、この盟主墳の移動を4世紀末におけるヤマト王権中枢の変遷（佐紀政権から河内政権への移動：内乱か）と対応付ける説がある。
そのほか、『古事記』には孝昭天皇（第5代）皇子の天押帯日子命（天足彦国押人命）の後裔として多紀臣（多紀氏）の記載があるが、その一族の名が平安時代の文書に丹波国の多紀郡司として見えることから、地方豪族時代の多紀氏と雲部車塚古墳とを関連付ける説もある。

## 現地情報
所在地
- 兵庫県丹波篠山市東本荘

関連施設
- 兵庫県立考古博物館（兵庫県加古郡播磨町） - 雲部車塚古墳の複製石室・複製石棺・復元副葬品を展示。
- 京都大学総合博物館（京都府京都市） - 雲部車塚古墳の副葬品を保管。

周辺
- 北条古墳（丹波篠山市細工所） - 兵庫県指定史跡。雲部車塚古墳の先行首長墓と推定。
- 新宮古墳（丹波篠山市郡家） - 丹波篠山市指定史跡。円墳としては丹波地方で最大規模。